# 城中頭條
《城中頭條》（英語：The Talk of the Town）是1942年美國的一部電影。由哥倫比亞電影公司製作。主演有加里·格蘭特、琪恩·亞瑟、羅納·考爾門。導演是喬治·斯蒂文斯。這部電影獲得了7個奧斯卡獎的提名。

## 外部連結
- 互联网电影数据库（IMDb）上《The Talk of the Town》的资料（英文）
- The Talk of the Town at TCM Movie Database （页面存档备份，存于）
- AllMovie上《城中頭條》的资料（英文）
- The Talk of the Town  on Lux Radio Theater: May 17, 1943